# Peter Paul Althaus
Peter Paul Althaus (* 28. Juli 1892 in Münster; † 16. September 1965 in München) war ein deutscher Schriftsteller und Kabarettist, besonders bekannt für seine Traumstadtgedichte.

## Leben

### Jugend und Lehre
Peter Paul Althaus war der Ältere von zwei Söhnen eines Eisenwaren-, Leder- und Polstergroßkaufmanns. Er legte das Abitur nach mehreren Schulwechseln (Domschule Gymnasium Paulinum Münster, Schillergymnasium Münster, Privatschule in Telgte) im Gymnasium Georgianum in Lingen ab. Danach begann er eine Apothekerlehre in Ahlen, die er im gleichen Jahr abbrach, um sich als Freiwilliger für den Ersten Weltkrieg zu melden. Bereits damals verfasste er eigene Gedichte und arbeitete seit 1916 bei den Zeitschriften Simplicissimus und Jugend mit.

### Erster Weltkrieg und Nachkrieg
Er wurde mehrfach bei Kämpfen verletzt und erreichte den Rang eines Leutnants. Nach der Rückkehr gründete er in Münster erst die Musikalische Deutsche Ecke, einen Verein für Hobby-Poeten und Laienmusiker, dann richtete er gemeinsam mit seinem Bruder eine Heeresgut-Sammelstelle ein, die bis 1922 zu einer ersten Anlaufstelle für die aus dem Krieg zurückkehrenden Künstler und Studenten wurde. Er gehörte 1919 zu den Gründern des Literaturverlags Der weiße Rabe. 1919 bis 1922 studierte Althaus Philosophie, Literatur, Kunstgeschichte und Musikwissenschaft an der Westfälischen Wilhelms-Universität in Münster. Er verfasste nebenher satirische Texte und Gedichte – zunächst noch ohne großen Erfolg.

### Schriftsteller in München
1922 zog er nach München. Er lernte Hilde Supan kennen, Lektorin des Verlages O. C. Recht, Mitarbeiterin der Münchner Kammerspiele und bald Althaus’ Lebensgefährtin, die ihn in den Schwabinger Künstlerzirkel einführte. Dort verkehrte Althaus u. a. mit Stefan George, Karl Wolfskehl, Rainer Maria Rilke, Erich Mühsam, Thomas und Heinrich Mann. Mit Klaus und Erika Mann sowie Wedekinds Kindern Pamela und Kadja führte Althaus improvisierte Hauskabaretts in Wedekinds Wohnung in der Prinzregentenstraße auf. Bei Auftritten in der Künstlerkneipe Simpl lernte er Joachim Ringelnatz kennen, dem er postum ein Gedicht widmete.
Im Jahr 1923 erschienen seine ersten Gedichte im Göttinger Musenalmanach (Herausgeber war Börries Freiherr von Münchhausen), Übersetzungen des Tartuffe im Originalversmaß und alter indischer Lyrik aus dem Englischen, im nächsten Jahr der Gedichtband Jack, der Aufschlitzer (polizeilich verboten, auch wegen der frivolen Zeichnungen Rudolf Schlichters) und eine Voltaire-Übersetzung.
1925 bis 1926 war PPA, wie er sich meist nannte, vorübergehend Regieassistent am Deutschen Nationaltheater Weimar, um 1928 begann er für den Bayerischen Rundfunk Hörspiele zu schreiben, u. a. Liebe, Musik und der Tod des Johann Sebastian Bach (gesendet 1933). Anfang der 1930er Jahre bereiste er Europa, länger blieb er in Florenz, auf Mallorca (gemeinsam mit einem Zoologen und einem Biologen, um dort Studien über das Alarmsystem der einheimischen Ameisen zu betreiben) und in England, wo er auch als Regisseur arbeitete.
Zurück in München, gründete Althaus mit Ludwig Kusche und Wolfgang von Weber 1930 das literarische Kabarett Der Zwiebelfisch in der Gaststätte Weißes Haus in der Barer Straße. 1939 bis 1941 war er Oberspielleiter beim Berliner Deutschlandsender, wo er u. a. Revuen schrieb und sendete, wurde jedoch auf persönliches Betreiben von Joseph Goebbels entlassen, weil er den Gedichtband Das Vierte Reich (erschienen 1928, kein politischer Inhalt) dem vertriebenen Albert Einstein gewidmet hatte. 1941 bis 1945 war er Hauptmann einer Transportkompanie im Zweiten Weltkrieg.

### Nach dem Zweiten Weltkrieg

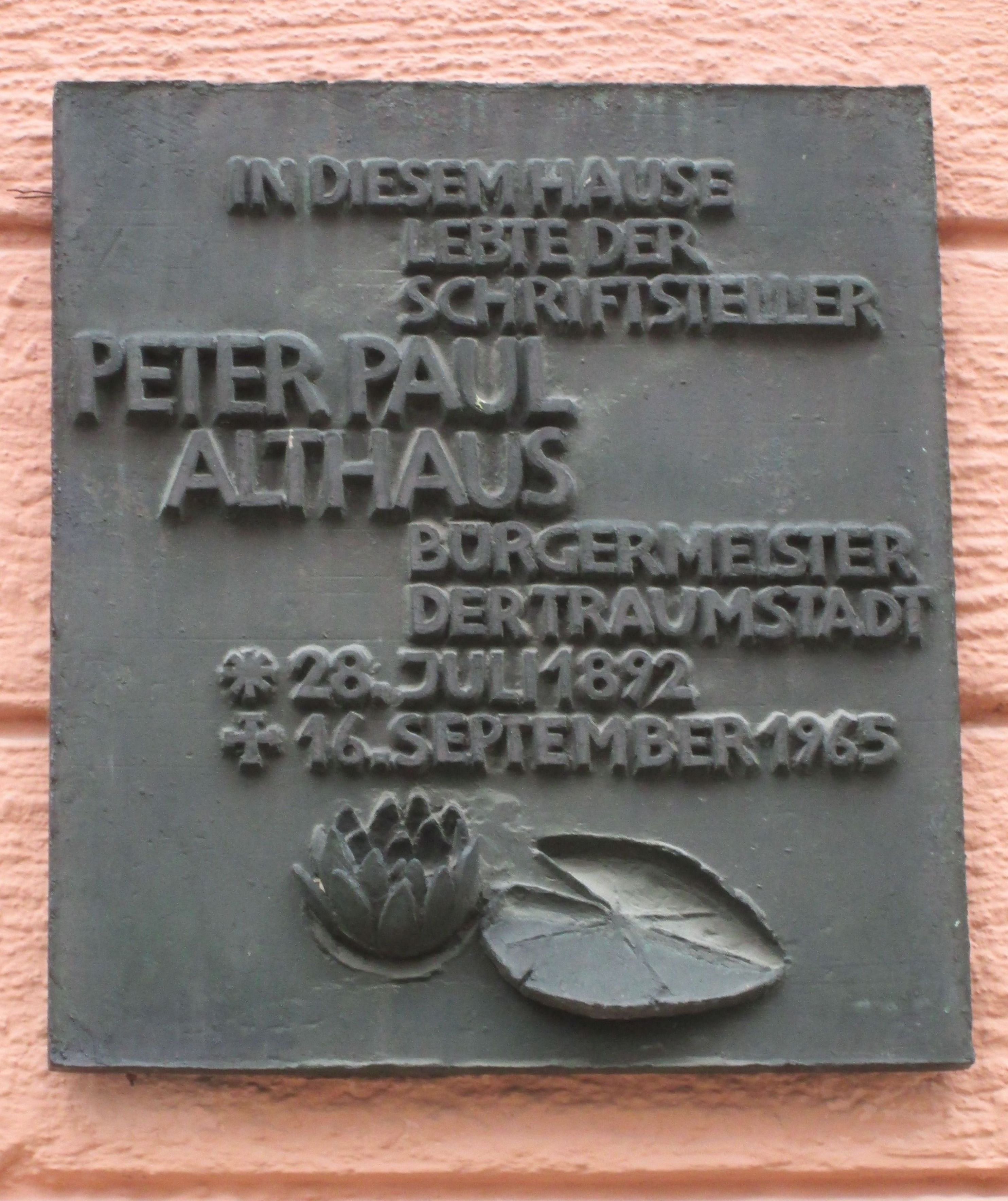
München, Trautenwolfstr. 8: Gedenktafel für Peter Paul Althaus

Nach dem Krieg kehrte er nach München zurück und lebte zunächst in Tutzing, bevor er zurück nach Schwabing zog. Er arbeitete wieder für den Bayerischen Rundfunk und als freier Kabarettist (Schwabinger Brettl 1947, Monopteros(s) 1948). Daneben war er seit Oktober 1947 freiberuflicher dramaturgischer Lektor des Theaterverlags Desch in München. 1948 gründete er den Künstlerkreis Seerose, der noch heute besteht. 1951 erschien sein bekanntestes Werk In der Traumstadt (auch Traumstadtgedichte). Ab 1952 widmete er sich ausschließlich dem Schreiben.

### Alter und Tod
In Schwabing war Peter Paul Althaus als Dichter und „Bürgermeister der Traumstadt“ eine anerkannte Berühmtheit (der damalige Oberbürgermeister Hans-Jochen Vogel sprach ihn mit „Kollege“ an). 1961 erhielt er den ersten Schwabinger Kunstpreis, 1962 aus Anlass seines 70. Geburtstags die Goldmedaille des Bayerischen Rundfunks (die Laudatio hielt Theodor Heuss).
In seinen letzten Lebensjahren konnte Althaus aus gesundheitlichen Gründen seine Wohnung nicht mehr verlassen; einmal im Jahr ließ er sich aber die 117 Stufen zu seiner Obergeschosswohnung heruntertragen, wenn ihn der Oberbürgermeister als Bürgermeister der Traumstadt zur Nikolausfeier in die Gastwirtschaft Seerose einlud. Seit 1964 war Althaus völlig bettlägerig. Dennoch rief er 1965 im Atelier des Malers Oswald Malura die erste „Traumstadt-Bürgerversammlung“ zusammen.
Althaus starb am 16. September 1965. Er ruht in einem Ehrengrab der Stadt München auf dem Nordfriedhof (Grab Nr. 25-4-2). Es finden noch heute Traumstadt-Abende statt, nun bei Althaus’ Großneffen Hans Althaus in Köln.

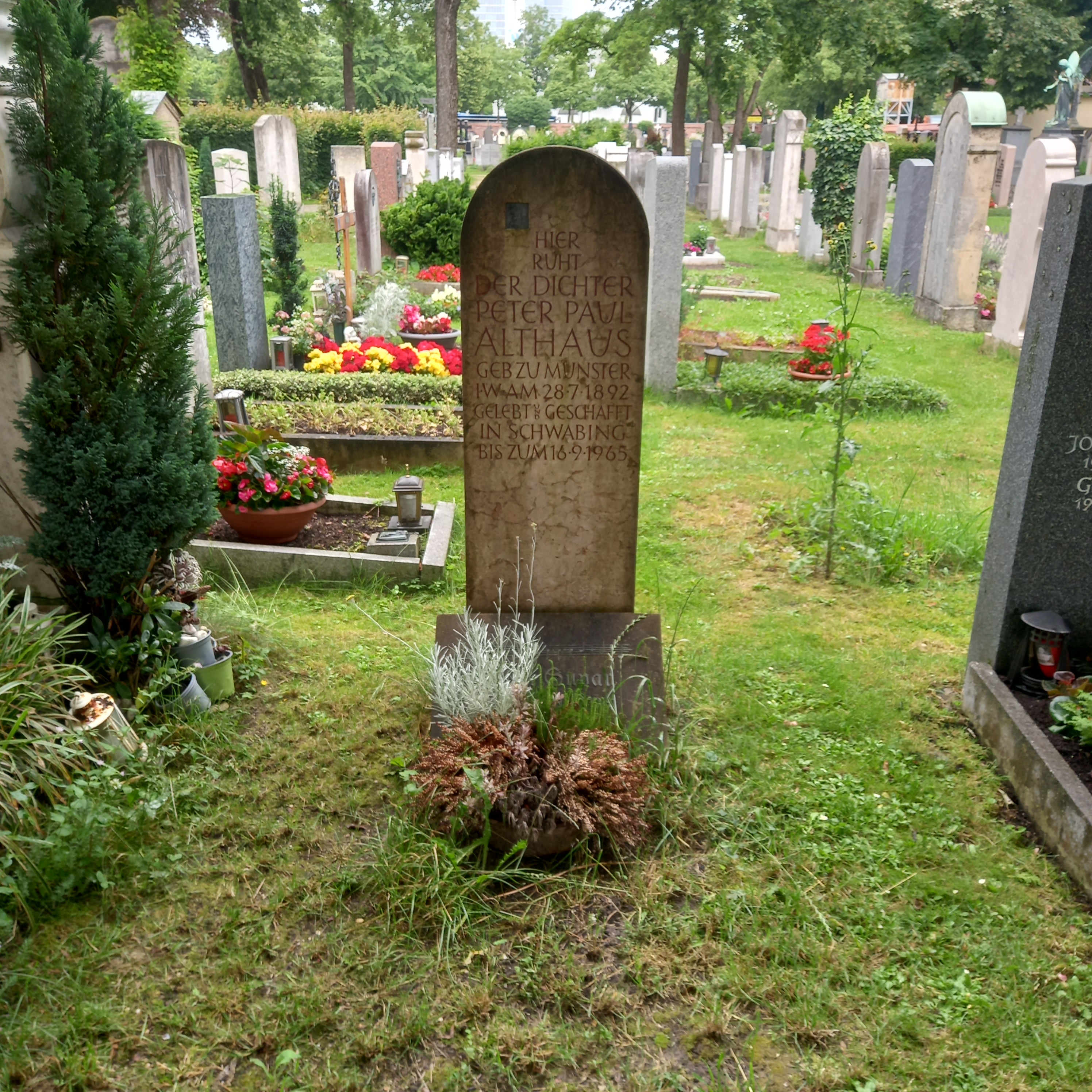
Das Grab von Peter Paul Althaus auf dem Nordfriedhof in München

## Werk
Althaus ist vor allem für seine Gedichte bekannt geworden, „Verse mit Anklängen an Morgenstern und Ringelnatz, aber trotzdem von eigener Prägung, zarte, filigranartige, gedanklich versponnene und verspielte Gebilde voll skurrilen Humors und von hohem poetischen Reiz“. Die Gedichte leben von Wortspielen und überraschenden Pointen, reine Spielerei wechselt mit Tiefsinn und Melancholie ab.

## Zitate

### Von Althaus
- „Wenn ich offen sagen soll, obwohl ich es bis zum Hauptmann gebracht habe, ich war immer ein verkleideter Zivilist, mich haben meine Untergebenen nie ernstgenommen, weil die genau wußten, ich nehme den ganzen Zauber nicht ernst.“[3]
- „Schwabing ist kein Zustand, Schwabing – das sind Zustände.“[7]

### Über Althaus
- Dieter Hildebrandt: „Die Traumstadt, wie Althaus sie geschrieben hat, ist eine Vision, die ich genossen habe und ich kann sie noch heute mit Vergnügen lesen. Es ist eine Phantasie Schwabings – sie zeigt, wie das Innere vom Menschen aussehen sollte. Althaus suchte mit der Poesie Trost aus der Realität. Und das brauchen wir ja alle.“

## Werke

### Gedichte
- Jack, der Aufschlitzer. Rund zwei Dutzend Lieder. E. Gottschalk, Berlin 1924.
- Das Vierte Reich. Eine Symphonie. Dornverlag Ullmann, München 1928.
- in der Traumstadt. Stahlberg, Karlsruhe 1951.
- Dr. Enzian. Stahlberg, Karlsruhe 1952.
- Flower Tales. Laßt Blumen sprechen. Stahlberg, Karlsruhe 1953.
- Wir sanften Irren … Stahlberg, Karlsruhe 1956.
- Seelenwandertouren. Stahlberg, Karlsruhe 1961.
- PPA läßt nochmals grüßen. Stahlberg, Karlsruhe 1966.
- Traumstadt und Umgebung. Süddeutscher Verlag, München 1967.
- Was weißt, oh Onkel Theo, Du … Lechte, Emsdetten 1968.

#### Posthume Ausgaben
- In der Traumstadt – Dr. Enzian – Gedichte, Deutscher Taschenbuch Verlag, Band 560, München 1969.[8]

### Hörspiele, Theaterstücke und Revuen
- Liebe, Musik und Tod des Johann Sebastian Bach. Batschari, München 1933.
- Der Zauber der Stimme. Eine groteske Komödie. Höfling, München 1935.
- Schaut her, ich bin's … Höfling, München 1936.
- Die große Herbstnotenschau. 1937.

### Übersetzungen
- Mystische Lyrik aus dem indischen Mittelalter. 1923.
- Kalidasa: Sakuntala. 1923.
- Voltaire: Geschichte Karls XII., Königs von Schweden. 1924.
- Altrussische Kirchenlieder. 1927.
- Molière: Tartüff. Höfling, München. 1936.

### Sammlungen
- Walter Gödden (Hrsg.): Peter-Paul-Althaus-Lesebuch. Nyland-Stiftung, Köln 2002, ISBN 3-936235-00-7 (Nylands kleine westfälische Bibliothek 1).
- Hans Althaus (Hrsg.): Das Peter-Paul-Althaus-Gedichtbuch. Allitera, München 2004, ISBN 3-86520-025-7 (Edition Monacensia).
- Peter Paul Althaus: Reisegedichte und ein London-Bilderbogen. Hrsg. von Hans Althaus. Aisthesis, Bielefeld 2019, ISBN 978-3-8498-1370-3.

## Nachlass
Der schriftliche Nachlass von Peter Paul Althaus liegt im Literaturarchiv der Monacensia im Hildebrandhaus.